# Leptepania insularis
Leptepania insularis är en skalbaggsart som först beskrevs av White 1855.  Leptepania insularis ingår i släktet Leptepania och familjen långhorningar. Inga underarter finns listade i Catalogue of Life.